# 230631 Justino
230631 Justino è un asteroide della fascia principale. Scoperto nel 2003, presenta un'orbita caratterizzata da un semiasse maggiore pari a 2,6419582 au e da un'eccentricità di 0,1495961, inclinata di 5,76642° rispetto all'eclittica.